# Museu Municipal de Aljezur
O Museu Municipal de Aljezur é um espaço museológico situado na vila de Aljezur, no Distrito de Faro, em Portugal, estando instalado na Antiga Câmara Municipal de Aljezur.
Nas imediações situam-se outros monumentos de interesse, como a Igreja da Misericórdia, o artigo porto fluvial nas margens da ribeira, uma cisterna, e a Casa da Portagem.

## Descrição
O interior está organizado em três exposições museológicas: um núcleo de arqueologia, outro de etnografia e um espaço dedicado à história islâmica.
O núcleo de arqueologia encerra um vasto espólio, que representa uma presença humana na região com mais de dez mil anos. As peças foram integradas em três períodos históricos: a Cultura Mirense, desde os finais do período glacial até cerca de 7000 anos a.C., neolítico final e calcolítico, entre 3000 e 2500 a.C., e a Idade do Bronze, de 1200 até 800 a 900 anos a.C.. As peças de maior interesse são um conjunto de machados mirenses, placas de xisto e pesos de rede, que testemunham o aproveitamento dos recursos naturais da região. Neste espaço também foram incluídos outros artefactos de grande importância simbólica, com uma Pedra de Armas com o brazão da Ordem de Santiago, que poderá ter vindo da antiga Igreja Matriz de Aljezur, e o fuste do antigo Pelourinho de Aljezur.
O núcleo etnográfico reúne várias peças do quotidiano desde os finais do século XIX até aos princípios do XX, principalmente ligadas à pesca, pecuária e agricultura, destacando-se o conjunto de alfaias. São retratadas várias funções tradicionais agrícolas, como a preparação dos terrenos com arados, charruas e grades, as sementeiras, as colheitas, a debulha e os meios de transporte em carreta e carro de bois. Também foi feita uma reconstituição de vários espaços tradicionais do ambiente rural, como um quarto e uma cozinha típica do Algarve, da autoria de Maria Margarida Taliscas e Graciete Maria Augusta, com vários utensílios que eram utilizados na vida diária.
A Sala do Legado Andalusino encerra várias peças do período islâmico, recolhidas em escavações arqueológicas no concelho, principalmente do importante Sítio da Barrada, onde foram encontrados vários materiais de cerâmica. Este núcleo explica a forma eram utilizadas as várias peças expostas, e como estavam ligadas a outras vertentes da cultura muçulmana.
O museu também foi utilizado como galeria de arte, tendo por exemplo albergado exposições de poesia do escritor José Vieira Calado, e de arte do Círculo Artístico e Cultural Artur Bual, neste último caso como parte de um programa de intercâmbio cultural entre os municípios de Aljezur e da Amadora.

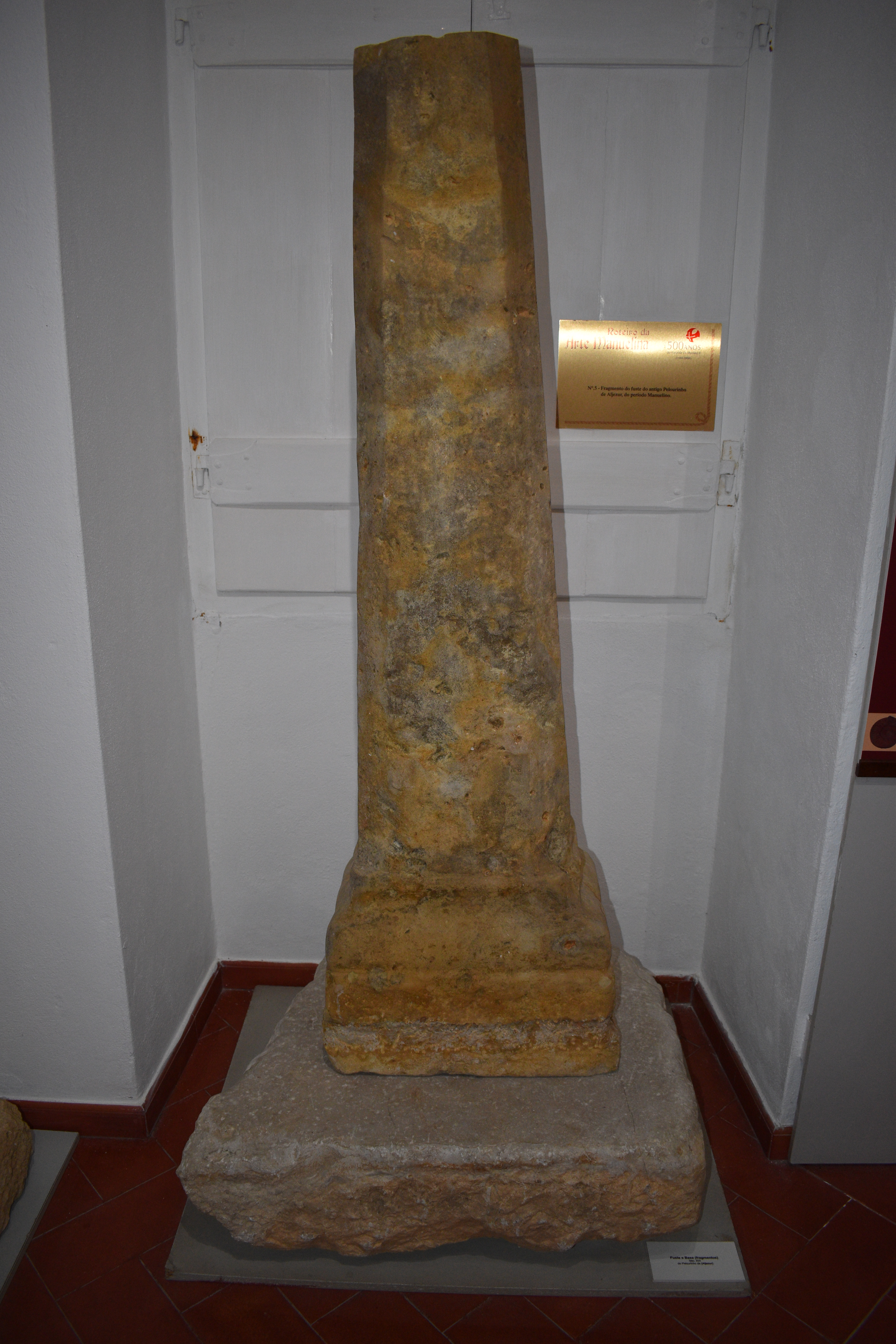
Pelourinho de Aljezur, preservado no interior do museu.

## Antiga Câmara Municipal de Aljezur
O Museu Municipal está instalado num edifício típico do século XIX, de dois pisos, e cobertura com telhado de duas águas. A fachada principal, virada a Este, está disposta num só pano com dois registos e platibanda, pintados em tons brancos, enquanto que os embasamentos, os cunhais, os frisos e as cornijas estão pintados de azul. O edifício está situado na zona Norte do núcleo antigo de Aljezur, em frente ao Largo Cinco de Outubro, e formando um gaveto com a Rua São João de Deus.
O imóvel está integrado no Parque Natural Sudoeste Alentejano e Costa Vicentina, e na Zona de Protecção Especial da Costa Sudoeste, parte da Rede Natura 2000.

### História do edifício
O imóvel onde se situa o museu foi construído no século XIX, servindo originalmente como a sede da Câmara Municipal de Aljezur. Posteriormente a sede da autarquia foi mudada para um novo edifício, na zona nova da vila, tendo os antigos paços do concelho sido convertidos num museu.

## Leitura recomendada
- Vilas e Aldeias do Algarve Rural 2ª ed. Faro: Globalgarve/Alcance/In Loco/Vicentina. 2003. 171 páginas. ISBN 972-8152-27-2